# Caledonian Stadium
Tulloch Caledonian Stadium − stadion piłkarski w Inverness, Wielka Brytania. Na stadionie rozgrywa swoje mecze zespół Inverness Caledonian Thistle F.C.

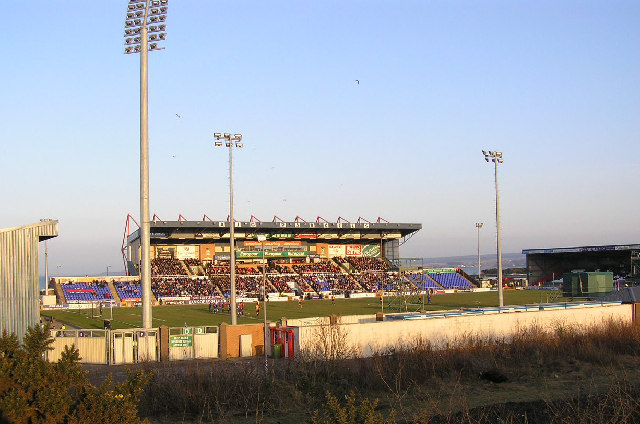
Widok na trybunę główną